# William Paca
William Paca (ur. 31 października 1740, zm. 23 października 1799) – amerykański prawnik i polityk. W latach 1774–1779 był delegatem do Kongresu Kontynentalnego z Maryland, gdzie został jednym z sygnatariuszy Deklaracji Niepodległości Stanów Zjednoczonych. Później został wybrany trzecim stanowym gubernatorem stanu Maryland i piastował to stanowisko w latach 1782–1785.